# François Arène
Pour les articles homonymes, voir Arène (homonymie).
François Marc Antoine Arène est un homme politique français né le 8 septembre 1794 à Cuers[à vérifier] (Var) et décédé le 7 juillet 1852 à Toulon.

## Biographie
Avoué à Toulon, il est sous commissaire du gouvernement en 1848, puis député du Var de 1848 à 1851, siégeant avec les républicains modérés.
Il est le fils de Marc Antoine Arène (1773-1834), conseiller général du Var (1831-1833), agent national en l'an III, maire de Cuers, juge de paix de 1814 à 1816, destitué sous la Restauration.